# Yelcho-Canyon
Koordinaten: 66° 51′ S, 48° 22′ W
Der Yelcho-Canyon ist ein Tiefseegraben im Weddell-Meer östlich der Antarktischen Halbinsel.
Namensgeber ist der chilenische Dampfschlepper Yelcho, mit dessen Hilfe im August 1916 der auf Elephant Island verschollene Mannschaftsteil der Endurance-Expedition (1914–1917) des britischen Polarforschers Ernest Shackleton gerettet wurde.